# Desojo
Desojo es una villa y municipio español de la Comunidad Foral de Navarra, situado en la Merindad de Estella, en la comarca de Estella Occidental y a 75 km de la capital de la comunidad, Pamplona. Su población en 2024 fue de 70 habitantes (INE).

## Símbolos
El escudo de armas de la villa de Desojo tiene el siguiente blasón:

Trae de azur y dos palmas de oro cruzadas en sotuer.

## Geografía
La localidad de Desojo está situada en la parte occidental de la Comunidad Foral de Navarra dentro de la región geográfica de la Zona Media de Navarra o Navarra Media y la comarca geográfica de Tierra Estella a una altitud 516 m s. n. m. Su término municipal tiene una superficie de 14,12 km² y limita al norte con los municipios de Mirafuentes y Mendaza, al este con el de Mues, al sur con los de Los Arcos y Sansol y al oeste con los de Armañanzas y Espronceda.

## Historia
Benedicto, obispo de Nájera, y Vigila, abad del monasterio de San Martín de Albelda, pactan en el año 983 sobre las décimas a percibir de los moradores de Desojo, según doc. que obra en el Arch. de la Colegial de Logroño (n. 2, original). En el original se escribe Desolium.
Mediante documento de donación fechado el 19 de enero de 1067, García, presbítero de Desojo, y sus cofrades entregan al monasterio de San Martín de Albelda todas las casas, tierras y viñas que Velasco había poseído en Desojo. El doc. referido obra en el Arch. de Simancas (Patronato Real, leg. 58-2, n. 27). Desolio, en el original. 
Mediante instrumento de donación de fecha 11 de agosto de 1068 Sancho el de Peñalén dona al obispo Munio y a Vidal, prior de San Martín de Albelda, la iglesia de Santo Tomás de Desojo, con todas sus posesiones. El doc. obra en el Arch. de Simancas (Patronato Real, leg. 58-2, n. 19). Desollo, en el original latino. 
En 1665 compró el rey la jurisdicción criminal, civil, baja y mediana, y la gracia de asiento en Cortes, por 8.000 reales que dio al erario. [No consta que este pueblo hiciese uso del asiento en Cortes, acaso por lo gravoso que le sería el mantener un diputado]. Desojo consiguió entrar en las Cortes de Navarra en el año 1665, mediante el pago de una crecida cantidad a la hacienda, exhausta a la sazón, según refiere Idoate en Rincones..., [t. II, pp. 66 y 67]. Sin embargo, las otras villas protestaron y le fueron posteriormente anulados sus derechos. Desojo reclamó de nuevo, pero sus demandas no tuvieron éxito. También leemos en Rincones... [t. III, pp. 420 y 421] que el rey Felipe IV concedió a Desojo el título de buena villa, que suponía el derecho de asiento a Cortes, a cambio de una donación de 8.000 reales para la arruinada hacienda real. La concesión de este privilegio tenía lugar en el año 1665, pero en el año 1676 el rey Carlos II se avino a deshacer la mencionada merced, ante la petición al respecto de las otras buenas villas navarras.
A principios de agosto del año 1811, la división de guerrilleros de D. Francisco Espoz y Mina pasó por Desojo, procedente de Santa Cruz de Campezo. Al pasar los guerrilleros estalló una gran tempestad, que unida a la lobreguez de la noche, hizo que los guerrilleros extraviaran el camino. Al amanecer del día siguiente el grueso de la fuerza se situó en Sansol. 
En cumplimiento de la ley de desamortización del l de mayo de 1855 se vendieron en esta localidad, en 1862, una herrería en calle Mayor n.º 7, una tejería y un horno en la calle Mayor, 26 [R. G. CH. "La D. C. en N."].

## Demografía
Desojo cuenta con una población de 70 habitantes (INE 2024).
| Gráfica de evolución demográfica de Desojo entre 1842 y 2021                                                        |
| |
| Población de derecho según los censos de población del INE Población de hecho según los censos de población del INE |

## Administración y política
| Mandato   | Nombre del alcalde              | Partido político                                          |
| --------- | ------------------------------- | --------------------------------------------------------- |
| 2003-2007 | Luis Mendiano Mendiano          | UPN                                                       |
| 2007-2011 | Luis Mendiano Mendiano          | UPN                                                       |
| 2011-2015 | Luis Mendiano Mendiano          | UPN                                                       |
| 2015-2019 | Asier Mancisidor Guerrero       | AAD 2019-2020 \|\|Francisco Javier Pérez Lanz \|\|[ D.A.] |
| 2020-2023 | Ana Rosa Yàniz Pèrez de Albèniz | [D.A.]                                                    |
| 2023-     | Sergio Àlvarez Àlvarez          | [PSOE]                                                    |

## Cultura

### Patrimonio

#### Iglesia Santa María
Edificio de estilo gótico renacentista de la primera mitad del {{siglo|XVI||s}1548-1578}.Intervinieron los canteros de Règil(Guipúzcoa) Juan y Martín Landerràin. Es una construcción de piedra de sillería en la que destacan varios elementos: los brazos de su planta de cruz latina, la portada y la torre. Esta última, situada en el lado de la Epístola es de estilo barroco del siglo XVIII. Se remodeló profundamente en el siglo XVIII, en el año 1737, por el cantero Juan Bautista de Arbaiza. Destaca el campanario octogonal rematado por una pequeña cúpula y una linterna. En cuanto a la portada, está formada por dos cuerpos. En el inferior, flanqueado por dos columnas, se encuentra la puerta. En el cuerpo superior hay una hornacina flanqueada por dos pilastras, que alberga una escultura de piedra.
En su interior acoge una bella talla gótica de la Virgen con el Niño, de mediados del siglo XIV. 
El retablo mayor conserva escenas del estilo romanista, hacia 1570, de la vida de Jesús(La Anunciación, La Huida a Egipto, La Oración del Huerto, El Descendimiento)del escultor riojano Pedro de Arbulo. Fue renovado por Juan Martínez de la Fuente, vecino de Los Arcos, en 1797, estilo neoclàsico. Completa el retablo las pinturas de Matías Garrido.

#### Ermita de Villanueva
En las merindades de Desojo, aparece el despoblado de Villanueva, habitado de 1427-1512, del que hoy en día solo se conserva la ermita de la Virgen de Villanueva, de origen medieval. La Virgen de Villanueva queda representada por una hermosa talla del siglo XVII.

#### Picota
Emplazada en la entrada del pueblo, en donde se dice que los bandidos y malhechores eran expuestos a la vergüenza pública y cumplía condena corporal por sus crímenes y andanzas.
Fue construida en el año 1665.

### Fiestas
La localidad celebra sus fiestas patronales durante la última semana de agosto.
El primer fin de semana de agosto se celebra el festival Desojo Celta, con temática, atuendos y actividades propias de esa época.
En la primavera, el primer domingo de mayo, hace una romería al Santuario de Nuestra Señora de Codès.
El sàbado, víspera de la Festividad de la Ascensión, la romería a la Ermita de Villanueva.